# Парина
Пари́на (итал. Parina) — река в северной Италии, на территории области Ломбардия (провинция Бергамо). Левый приток реки Бергамо. Длина 16 км.
Исток расположен в ущелье между горой Арера и вершиной Вальмора в Бергамских Альпах. Высота истока — 1723 м над уровнем моря. Впадает в реку Брембо, около Камерата-Корнелло.